# Sistema de Lectura Pública de Catalunya
El Sistema de Lectura Pública de Catalunya (SLP) és el conjunt organitzat de serveis de biblioteca pública de Catalunya, que forma part del Sistema bibliotecari de Catalunya. La Llei 4/1993, de 18 de març, del Sistema Bibliotecari de Catalunya, ordena, regula i estructura les biblioteques públiques catalanes en aquest sistema. El principal servei del sistema en sí és el catàleg col·lectiu. L'objectiu del Sistema de Lectura Pública de Catalunya és el de facilitar la lectura als catalans.
El Mapa de la Lectura Pública de Catalunya, d'acord amb el que determina l'article 28 de l'esmentada Llei del sistema bibliotecari de Catalunya, ha de recollir les necessitats de la lectura pública i ha d'establir el tipus de servei que correspon a cada població, i és responsabilitat del Departament de Cultura la seva elaboració i actualització.
El catàleg Atena es va inaugurar l'abril de 2021, amb la finalitat de que tots els ciutadans de Catalunya, puguin agafar en préstec, qualsevol llibre del Sistema de Lectura Pública de Catalunya i tenir-lo amb un període menor d'una setmana en biblioteques urbanes i 10 dies a la resta de biblioteques.
La CePSE (Central de Préstec i Serveis Especials), que depèn de la Subdirecció General de Biblioteques de la Generalitat de Catalunya, gestiona pressupostos de les biblioteques del Sistema de Lectura Pública de Catalunya amb l'adquisició cooperativa. El Decret 124/1999 sobre els serveis i el personal del Sistema de Lectura Pública de Catalunya definí "les funcions dels serveis nacionals i regionals de suport a prestar per part de la Generalitat i les diputacions provincials i les condicions de qualificació professional exigides al personal de les biblioteques públiques". Un estudi publicat el 2003 trobà que no tots els llocs web de biblioteques que formen part del Sistema de Lectura Pública de Catalunya faciliten l'accés al catàleg col·lectiu.